# سنت (فیلم ۱۹۹۳)
سنت (به هندی: Parampara) فیلمی محصول سال ۱۹۹۳ و به کارگردانی یاش چوپرا است. در این فیلم بازیگرانی همچون سونیل دات، وینود کانا، عامر خان، راوینا تاندون، آشوینی بیهیو، رامیا کریشنان، سیف علی خان، نیلم کوتهاری، انوپم کهیر، موکش ریشی ایفای نقش کرده‌اند.